# Lasippa laetitia
Lasippa laetitia är en fjärilsart som beskrevs av Hans Fruhstorfer 1908. Lasippa laetitia ingår i släktet Lasippa och familjen praktfjärilar. Inga underarter finns listade i Catalogue of Life.